# بخش مادپورا
بخش مادپورا (به انگلیسی: Madhepura district) یک منطقهٔ مسکونی در هند است که در بخش کوسی واقع شده‌است. بخش مادپورا ۱٬۷۸۷ کیلومتر مربع مساحت و ۲٬۰۰۱٬۷۶۲ نفر جمعیت دارد.